# Rudniki (powiat łęczycki)
Rudniki – wieś w Polsce położona w województwie łódzkim, w powiecie łęczyckim, w gminie Witonia.
W latach 1975–1998 miejscowość należała administracyjnie do województwa płockiego.